# Ørnevinger
Ørnevinger (originaltitel The Wings of Eagles) er en film fra 1957 om piloten Frank "Spig" Wead og US Naval Aviation, den amerikanske flådes luftvåben. Filmen er en hyldest til Wead og instrueret af Weads ven John Ford.
John Wayne spiller Wead, piloten der blev forfatter og skrev historien eller manuskriptet til film som Hell Divers, Ceiling Zero og Operation helvede.
Kort efter afslutningen på 1. verdenskrig forsøger Wead sammen med John Dale Price (spillet af Ken Curtis) at bevise over for flåden, at flyvebåde kan være værdifulde i kamp. Derfor presser han flåden til at deltage i bl.a. hastighedskonkurrencer. Mange er imod den amerikanske hærs flyverhold anført af kaptajn Herbert Allen Hazard (baseret på Jimmi Doolittle og spillet af Kenneth Tobey).
Wead bruger det meste af sin tid på enten at flyve eller fjumre rundt med sine holdkammerater, hvilket betyder, at hans kone Minnie (spillet af Maureen O'Hara) og børn ignoreres.
Den aften han forfremmes til leder af en kampeksdrille, falder han ned ad trappen hjemme, brækker halsen og bliver lam. Da Minnie forsøger at trøste ham, afviser han hende og familien. Han tillader kun flådekammeraterne, f.eks. "Jughead" Carson (spillet af Dan Dailey) og Price komme i nærheden. "Jughead" besøger ham nærmest dagligt på hospitalet for at støtte og opmuntre ham. "Jughead" presser også på, for at Wead skal komme sig over sin depression, prøve at gå og begynde at skrive. Da Wead er lam og ikke skal nogen steder, har han masser af tid til at skrive.
John Ford prøver at vise John Wayne som en sårbar amerikansk helt, som han også gjorde det i andre film, f.eks. Den tavse mand, Manden der skød Liberty Valence og Rio Grande. Ford ville have, at helten i det ydre var hård, men at der under overfladen var en stille følsomhed.